# Aldringham cum Thorpe
Aldringham cum Thorpe är en civil parish i distriktet East Suffolk i Suffolk i England. Civil parish har 759 invånare (2011).